# Ийовухва-чороте
Ийовухва-чороте (Chorote, Choroti, Iyo’wujwa Chorote, Inkijwas, I’no’, Manjuy) — матакский язык, на котором говорят в Аргентине (смешаны с ийохваха-чороте), несколько семей проживает в Боливии, а также в городах Кампо-Лоа, Мкаль, Неуланд, Педро-Пена, Платанилья, Филадельфия, Эстигариббия, Якакваш; Колония 22, Санта-Роса департамента Бокерон в Парагвае. Имеет диалекты манхуй (инкихвас, ино) и чороте (ийовухва).